# Scheschonq IV.
Scheschonq IV. war ein Pharao (König) der 23. Dynastie im alten Ägypten. Seine Regierungszeit ist von etwa 809/806 bis 803/800 v. Chr. anzusetzen. Seine Existenz ist aber kaum gesichert. 
Auf einer Nilstandsmarke aus Karnak wird ein Pharao Scheschonq mit dem Thronnamen Reich an Maat, ein Re und dem Beinamen Geliebter des Amun in der Zeit des Hohepriesters Takelot genannt. Seine Namen sind mit denen von Scheschonq III. identisch (wird noch von neun Herrschern der 3. Zwischenzeit getragen). Möglicherweise muss er aber gestrichen werden, da es keinen Nachweis für seine Existenz gibt. Nach Kenneth A. Kitchen war er mit Karomama Meritmut III., der Mutter Osorkons III. verheiratet. Begraben wurde er wohl in einem Grab neben dem der Karomama Meritmut III. in Tell Moqdan/Leontopolis. Gefunden wurden ein Granitsarkophag, Goldschmuck und Kanopen.